# Leopold Michael Aster
Leopold Michael Aster (ur. 1709 w Wojborzu, zm. 1775 w Górnej Austrii) – niemiecki duchowny katolicki, dziekan kłodzki i wikariusz książęco-arcybiskupi dla wiernych hrabstwa kłodzkiego w latach 1749–1754.

## Życiorys
Przyszedł na świat w Wojborzu jako syn żołnierza Michaela Astera i jego żony Marthy z domu Toepper. Po ukończeniu gimnazjum w Kłodzku studiował teologię i filozofię w Pradze i Ołomuńcu. Święcenia kapłańskie przyjął w 1732 r.
Początkowo pracował jako wikary w Nowej Rudzie, a następnie w Kłodzku, gdzie pełnił funkcję rektora kolegium jezuickiego od 1736 r.
W 1749 r. został wyznaczony przez króla Fryderyka II Wielkiego na dziekana kłodzkiego po śmierci Georga Wolfa. Jego wyboru dokonano bez zgody arcybiskupa praskiego, jednak ten nie chcąc pogarszać sytuacji katolików w przejętym przez Prusy hrabstwie kłodzkim, zaakceptował ten samowolny wybór, mianując Astera swoim wikariuszem dla wiernych Kłodzczyzny.
Kilka lat później Leopold popadł w niełaskę królewską z powodu oskarżeń o malwersacje finansowe i został zdjęty z urzędu oraz uwięziony w 1754 r. Sześć lat później po zdobyciu Kłodzka przez Austriaków został przez nich uwolniony. Po zawarciu pokoju w Hubertusburgu i ostatecznym zrzeczeniu się przez Marię Teresę z hrabstwa kłodzkiego w 1763 r. udał się wraz z wycofującymi się wojskami austriackimi do Górnej Austrii, gdzie objął jedno z probostw.
Zmarł w 1775 r.